# Poljud
Poljud (oficjalna nazwa: „Gradski stadion u Poljudu”) – wielofunkcyjny stadion w Chorwacji, leżący w Splicie. Na obiekcie tym swoje mecze rozgrywa Hajduk Split, jeden z największych klubów piłkarskich w Chorwacji. Pojemność stadionu wynosi 35 000 widzów. Stadion nazywany jest przez mieszkańców Splitu jako „Poljudska ljepotica” albo „piękność z Poljud”. Poljud jest po Maksimirze w Zagrzebiu drugim pod względem wielkości stadionem w Chorwacji.
Stadion został wybudowany w 1979 roku na igrzyska śródziemnomorskie, które odbyły się w Splicie w tamtym roku. Wtedy jego pojemność wynosiła 55 000. Otwarcia stadionu dokonał sam Josip Broz Tito. Najwyższą frekwencję – 62 000 widzów – zanotowano w 1982 roku podczas meczu Hajduka Split z ich odwiecznymi rywalami Dinamo Zagrzeb, kiedy to obie drużyny walczyły o tytuł mistrza Jugosławii. W 1990 obiekt był areną lekkoatletycznych mistrzostw Europy, a w 2010 odbył się tu puchar interkontynentalny.
Na stadionie Poljud często odbywają się także koncerty muzyczne. Jedne z najbardziej znanych i zapamiętanych w Chorwacji to jugosłowiański odpowiednik Live Aid w 1985, Mišo Kovač w 1993, Marko Perkovicia-Thompson w 2002 oraz Iron Maiden w 2008 roku.

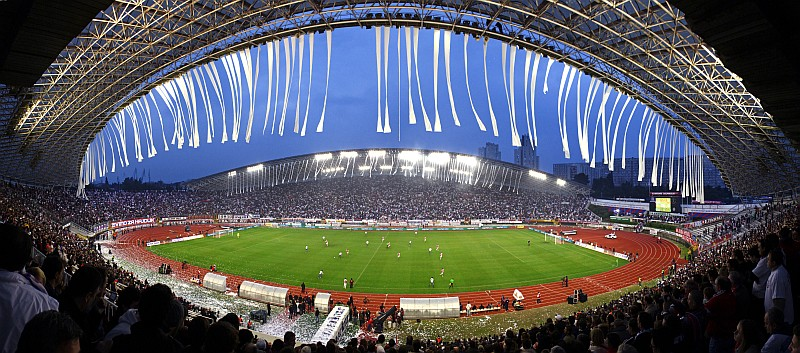
Panorama wnętrza stadionu w 100. rocznicę założenia zespołu hajduk Split